# Daroca
Daroca es un municipio y localidad española de la provincia de Zaragoza, en la comunidad autónoma de Aragón. El término municipal, ubicado en la comarca de Campo de Daroca, tiene una población de 1919 habitantes (INE 2024). Es cabeza del partido judicial de Daroca.

## Geografía
Integrado en la comarca de Campo de Daroca, se sitúa a 87 km de la capital provincial. El término municipal está atravesado por las siguientes carreteras:
- Carretera nacional N-234 (Sagunto-Burgos), en el tramo entre Calamocha y Calatayud.
- Carretera nacional N-330 (Alicante a Francia por Aragón), que se dirige hacia Cariñena y Zaragoza.
- Carretera autonómica A-211 (Daroca-provincia de Guadalajara), que conecta con Val de San Martín.
- Carretera autonómica A-2508, que conecta con Murero.
- Carretera autonómica A-1506, que conecta con Nombrevilla.
- Otras carreteras locales que permiten la comunicación con Manchones y Balconchán.

El municipio de Daroca se sitúa en el curso medio del valle del Jiloca. La ciudad se protege por dos cerros, el de San Jorge (855 m) y el de San Cristóbal (931 m), sobre los que ascienden las murallas que la fortifican. El territorio se estructura en una serie de llanos y sierras cortados por barrancos, un conjunto de cuencas que conforman una complicada orografía hasta su llegada al río Jiloca. Sus márgenes se ocupan por huertas que dan paso a superficies destinadas al cultivo de vid y cereal, mientras que los páramos conservan la vegetación autóctona de la zona. La altitud oscila entre los 979 m (cerro El Plano), en el límite con Retascón, y los 725 m, a orillas del Jiloca. El casco urbano se alza a 776 m sobre el nivel del mar.
| Noroeste: Manchones               | Norte: Manchones y Retascón            | Noreste: Retascón             |
| Oeste: Orcajo                     |                                        | Este: Nombrevilla             |
| Suroeste: Balconchán y Valdehorna | Sur: Valdehorna y Villanueva de Jiloca | Sureste: Villanueva de Jiloca |

## Clima

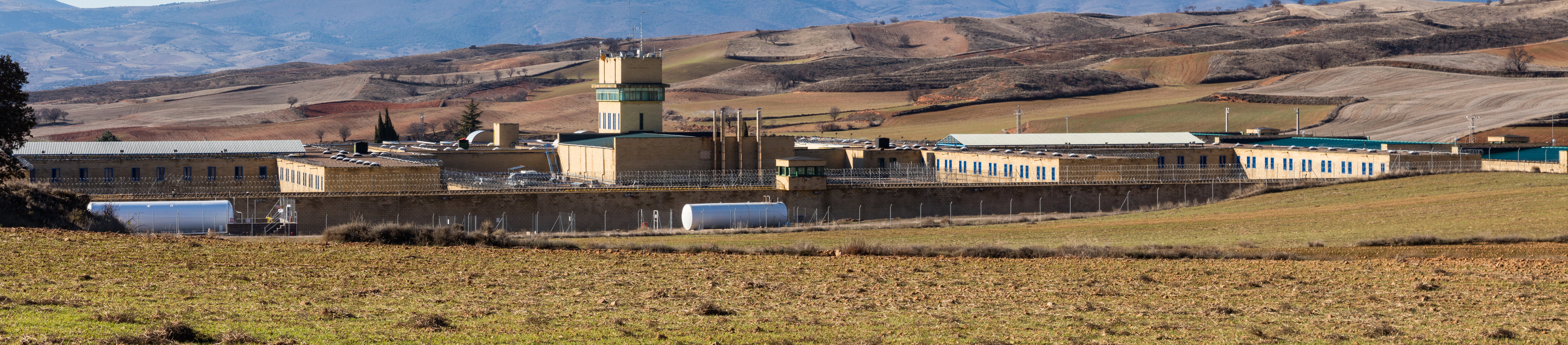
Centro penitenciario de Daroca.

De acuerdo con la clasificación climática de Koppen, el clima de la ciudad de Daroca es semiárido frío (BSk), si bien está muy cerca del límite con el clima subtropical húmedo (Cfa). En el municipio de Daroca se da el clima semiárido frío (BSk) en el entorno de la ciudad, y el clima subtropical húmedo (Cfa) en el resto del municipio, exceptuando las zonas de mayor altitud, de clima oceánico (Cfb).
| Parámetros climáticos promedio de observatorio de Daroca ( 779 m s. n. m. ) (periodo de referencia: 1991-2020, extremos: 1920-presente) | Parámetros climáticos promedio de observatorio de Daroca ( 779 m s. n. m. ) (periodo de referencia: 1991-2020, extremos: 1920-presente) | Parámetros climáticos promedio de observatorio de Daroca ( 779 m s. n. m. ) (periodo de referencia: 1991-2020, extremos: 1920-presente) | Parámetros climáticos promedio de observatorio de Daroca ( 779 m s. n. m. ) (periodo de referencia: 1991-2020, extremos: 1920-presente) | Parámetros climáticos promedio de observatorio de Daroca ( 779 m s. n. m. ) (periodo de referencia: 1991-2020, extremos: 1920-presente) | Parámetros climáticos promedio de observatorio de Daroca ( 779 m s. n. m. ) (periodo de referencia: 1991-2020, extremos: 1920-presente) | Parámetros climáticos promedio de observatorio de Daroca ( 779 m s. n. m. ) (periodo de referencia: 1991-2020, extremos: 1920-presente) | Parámetros climáticos promedio de observatorio de Daroca ( 779 m s. n. m. ) (periodo de referencia: 1991-2020, extremos: 1920-presente) | Parámetros climáticos promedio de observatorio de Daroca ( 779 m s. n. m. ) (periodo de referencia: 1991-2020, extremos: 1920-presente) | Parámetros climáticos promedio de observatorio de Daroca ( 779 m s. n. m. ) (periodo de referencia: 1991-2020, extremos: 1920-presente) | Parámetros climáticos promedio de observatorio de Daroca ( 779 m s. n. m. ) (periodo de referencia: 1991-2020, extremos: 1920-presente) | Parámetros climáticos promedio de observatorio de Daroca ( 779 m s. n. m. ) (periodo de referencia: 1991-2020, extremos: 1920-presente) | Parámetros climáticos promedio de observatorio de Daroca ( 779 m s. n. m. ) (periodo de referencia: 1991-2020, extremos: 1920-presente) | Parámetros climáticos promedio de observatorio de Daroca ( 779 m s. n. m. ) (periodo de referencia: 1991-2020, extremos: 1920-presente) |
| Mes | Ene. | Feb. | Mar. | Abr. | May. | Jun. | Jul. | Ago. | Sep. | Oct. | Nov. | Dic. | Anual |
| --- | --- | --- | --- | --- | --- | --- | --- | --- | --- | --- | --- | --- | --- |
| Temp. máx. abs. (°C) | 21.3 | 27.0 | 28.0 | 32.7 | 36.2 | 40.7 | 40.5 | 41.0 | 38.6 | 33.8 | 25.3 | 20.0 | 41.0 |
| Temp. máx. media (°C) | 10.1 | 12.0 | 15.5 | 17.8 | 22.3 | 27.7 | 31.2 | 31.1 | 25.9 | 20.4 | 13.8 | 10.5 | 19.9 |
| Temp. media (°C) | 4.8 | 5.9 | 8.9 | 11.2 | 15.5 | 20.2 | 23.2 | 23.2 | 18.6 | 14.0 | 8.4 | 5.4 | 13.3 |
| Temp. mín. media (°C) | -0.5 | -0.1 | 2.2 | 4.7 | 8.6 | 12.6 | 15.2 | 15.4 | 11.4 | 7.6 | 3.0 | 0.2 | 6.7 |
| Temp. mín. abs. (°C) | -21.2 | -18.6 | -12.7 | -5.7 | -2.3 | 1.8 | 5.2 | 3.8 | -2.3 | -3.7 | -11.4 | -22.4 | -22.4 |
| Precipitación total (mm) | 22 | 22 | 29 | 48 | 51 | 46 | 22 | 23 | 34 | 38 | 37 | 24 | 396 |
| Días de precipitaciones (≥ 1 mm) | 4.7 | 4.4 | 5.7 | 7.4 | 7.6 | 6.0 | 3.0 | 3.3 | 4.3 | 5.8 | 6.1 | 5.0 | 63.3 |
| Días de nevadas (≥ 0.01 mm) | 2.4 | 3.1 | 1.8 | 1.1 | 0.0 | 0.0 | 0.0 | 0.0 | 0.0 | 0.1 | 1.0 | 1.6 | 11.1 |
| Horas de sol | 130 | 158 | 205 | 219 | 260 | 303 | 347 | 319 | 243 | 192 | 135 | 115 | 2630 |
| Humedad relativa (%) | 74 | 67 | 62 | 60 | 56 | 50 | 44 | 48 | 56 | 64 | 72 | 75 | 61 |
| Fuente: Agencia Estatal de Meteorología                                                                                                 | | | | | | | | | | | | | |

Los récords climatológicos más destacados registrados en el observatorio de Daroca desde 1920 para la temperatura y precipitación y desde 1994 para el viento, son los siguientes: la temperatura máxima absoluta de 41 °C registrada el 10 de agosto de 2012, la temperatura mínima absoluta de -22,4 °C registrada el 17 de diciembre de 1963, la precipitación máxima en un día de 81 mm el 10 de julio de 1923, y la máxima racha de viento de 108 km/h registrada el 11 de enero de 2016.

## Historia
Según algunos historiadores, la aldea celtibérica primitiva en este lugar se llamaba Darek. Se ha señalado Daroca con la ciudad a la que los romanos llamaron Agiria, construyendo un fuerte castillo para defender la vía laminitana, que pasaba por el pueblo y conectaba Zaragoza con Valencia.
La primera mención documental de la ciudad data del año 837; aparece como ciudad de cierta importancia en el norte de al-Ándalus, donde se había instalado la familia de los Banu al-Muhayir, que pertenecían a la tribu de los tuyibíes, o árabes del sur, procedentes del Yemen. Los árabes le pusieron el nombre de Calat-Darawca (862), y lo tuvieron durante 400 años, hasta que Alfonso I de Aragón la conquistó en 1120, y en 1141 emitió un código legal primitivo, que hoy se desconoce. En el siglo XII, Ramón Berenguer IV le otorgó fueros y privilegios que la convirtieron en la capital de la Comunidad de Daroca, que tuvo una gran influencia social y militar en la Edad Media. Tuvo voto en cortes y fue sede de varias reuniones famosas con Pedro II (1196), Jaime I (1222-1243), Jaime II (1311) y Pedro IV (1338), en las que se concertó la paz con Castilla. Se tienen noticias de algunos de los notables de las ciudades aragonesas en la "corte general celebrada" en Daroca en febrero de 1228, que pueden rastrearse en anteriores Cortes del Reino de Aragón.
En 1248, las aldeas de Daroca se constituyeron en Comunidad por privilegio del rey Jaime I. Daroca quedó excluida de la Comunidad, aunque siguió manteniendo una importante relación con sus aldeas. El territorio de la Comunidad tiene como base el concedido a Daroca en el fuero de 1142, aunque ambos no coinciden miméticamente. La Comunidad estableció sus propios órganos de gobierno, con sus oficiales (escribano, procurador y sesmeros), que se reunían en plegas; e incluso consiguió representación en las Cortes del reino. En una guerra contra Pedro I de Castilla, Daroca resistió a un asedio, que llevó a la adjudicación del estado de la ciudad el 26 de abril de 1366.
Económicamente, la agricultura y la ganadería fueron las principales ocupaciones de los habitantes. Había tres grupos sociales, cristianos, judíos y musulmanes, que gozaban de las mismas leyes y privilegios, aunque estaban organizados por separado.
La ciudad sirvió como una parada frecuente para los viajes a lugares de la zona, y fue visitada por los Reyes Católicos, Carlos I, Felipe II y Felipe III, en su ruta de Madrid a Zaragoza y Cataluña. Felipe V también estuvo en Daroca y también Carlos II. Después de la muerte de Carlos II, Daroca abrazó la causa del pretendiente austriaco al trono, Carlos III, en lugar del candidato respaldado por Francia Felipe V, que llevó a la ocupación en la Guerra de sucesión.

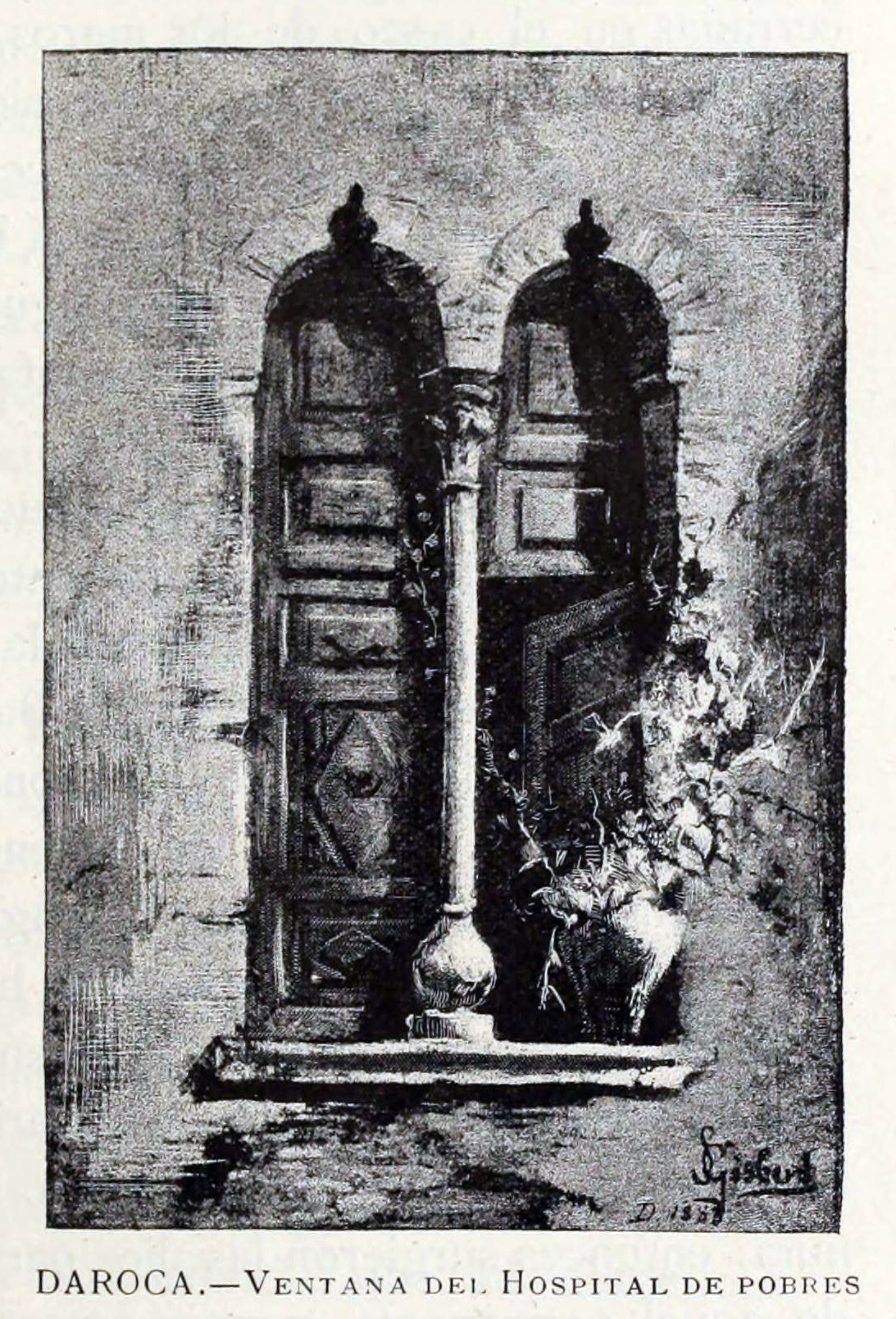
Ventana del hospital de pobres de Daroca en 1886.

Esto acabó con casi seis siglos de autonomía municipal: la oficina de la justicia desapareció, y fue sustituida por un magistrado real; el consejo se reorganizó para remover a los jurados y agregar ocho regentes, un secretario y dos diputados conjuntos. Durante la Guerra de Independencia, las tropas de Napoleón ingresaron a Daroca en junio de 1808. Daroca fue liberada en agosto de 1813.
Durante las guerras carlistas del siglo XIX, fue ocupada por las fuerzas carlistas en 1834, 1837 y 1872, pero todas ellas fueron esporádicas porque Daroca permaneció leal a la monarquía de Isabel II. Las ocupaciones se debieron a la proximidad geográfica del reducto carlista de Maestrazgo.
Desde mediados del siglo XIX, la situación económica mejoró debido al éxito de la agricultura, lo que estimuló el desarrollo del comercio y la pequeña industria. A principios del siglo XX llegó el ferrocarril a la villa con la inauguración en 1902 de la línea Calatayud-Valencia, lo que fortaleció la posición comercial de Daroca. El municipio llegó a contar con una estación de ferrocarril propia, que permitió el enlace con numerosos destinos. En estos años, se construyeron terraplenes en el barranco de Jiloca y se reforestó para intentar evitar los desastres causados por inundaciones periódicas.
En la Guerra Civil triunfaron en toda la comarca los sublevados. La represión que siguió dejó totalmente sometida a la comarca a los rebeldes. Posteriormente, la ciudad comenzó a declinar, aunque mantuvo su posición gracias a la industrialización y la mecanización del campo.

## Demografía
Daroca cuenta con una población de 1919 habitantes (INE 2024).
| Gráfica de evolución demográfica de Daroca entre 1842 y 2021                                                        |
| |
| Población de derecho según los censos de población del INE Población de hecho según los censos de población del INE |

## Administración y política

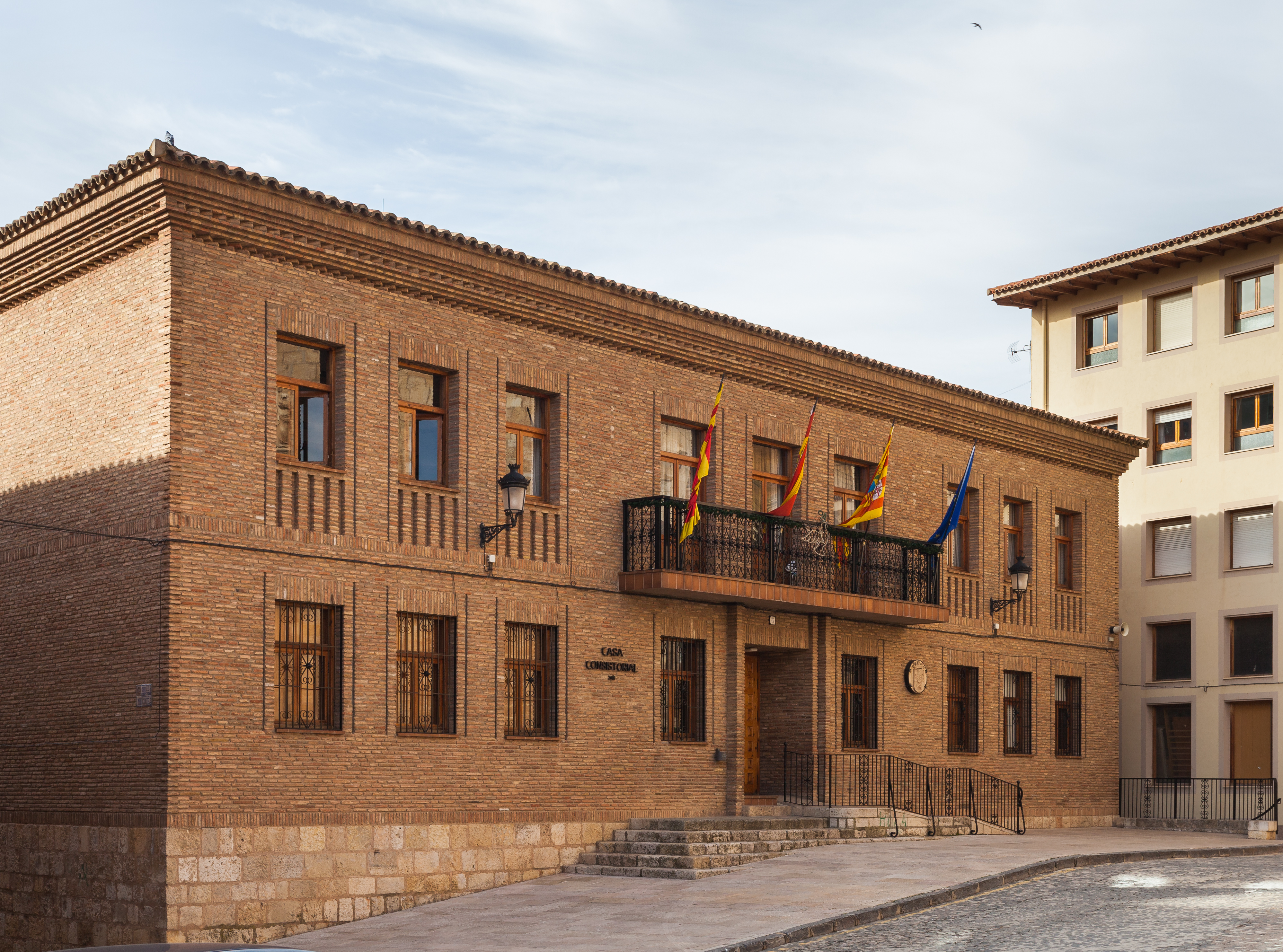
Edificio del Ayuntamiento

### Gobierno municipal
| Período   | Alcalde                   | Partido |  |
| --------- | ------------------------- | ------- |  |
| 1979-1983 | José Antonio García Llop  | UCD     |  |
| 1983-1987 | José Antonio García Llop  | PSOE    |  |
| 1987-1991 | José Antonio García Llop  | PSOE    |  |
| 1991-1995 | José Antonio García Llop  | PSOE    |  |
| 1995-1999 | Mariano Báguena Ramón     | PP      |  |
| 1999-2003 | José Antonio García Llop  | PSOE    |  |
| 2003-2007 | José Antonio García Llop  | PSOE    |  |
| 2007-2011 | José Álvaro Blasco Martín | PSOE    |  |
| 2011-2015 | Miguel García Cortés      | PAR     |  |
| 2015-2019 | Miguel García Cortés      | PAR     |  |
| 2019-2023 | José Álvaro Blasco Martín | PSOE    |  |
| 2023-2027 | Miguel García Cortés      | PP      |  |

| Partido político    | Partido político                                   | 2003   | 2007   | 2011   | 2015   | 2019   | 2023   |
| Partido político    | Partido político                                   | Ediles | Ediles | Ediles | Ediles | Ediles | Ediles |
|                     | Partido de los Socialistas de Aragón (PSOE-Aragón) | 4      | 4      | 3      | 4      | 5      | 3      |
|                     | Partido Popular de Aragón (PP)                     | 4      | 3      | 3      | 3      | 4      | 4      |
|                     | Chunta Aragonesista (CHA)                          | —      | 0      | 0      | 0      | 0      | 0      |
|                     | Ciudadanos (CS)                                    | —      | —      | —      | —      | 0      | —      |
|                     | Partido Aragonés (PAR)                             | 2      | 4      | 5      | 4      | —      | 1      |
|                     | Izquierda Unida (IU)                               | —      | —      | 0      | 0      | —      | —      |
|                     | Vox                                                | —      | —      | —      | —      | —      | 1      |
| Total de concejales | Total de concejales                                | 10     | 11     | 11     | 11     | 9      | 9      |

#### Evolución de la deuda viva municipal
El concepto de deuda viva contempla solo las deudas con cajas y bancos relativas a créditos financieros, valores de renta fija y préstamos o créditos transferidos a terceros, excluyéndose, por tanto, la deuda comercial.
| Gráfica de evolución de la deuda viva del ayuntamiento entre 2008 y 2014                             |
| |
| Deuda viva del ayuntamiento en miles de Euros según datos del Ministerio de Hacienda y Ad. Públicas. |

La deuda viva municipal por habitante en 2014 ascendía a 768,15 €.

## Lugares de interés

### Basílica de Santa María de los Sagrados Corporales

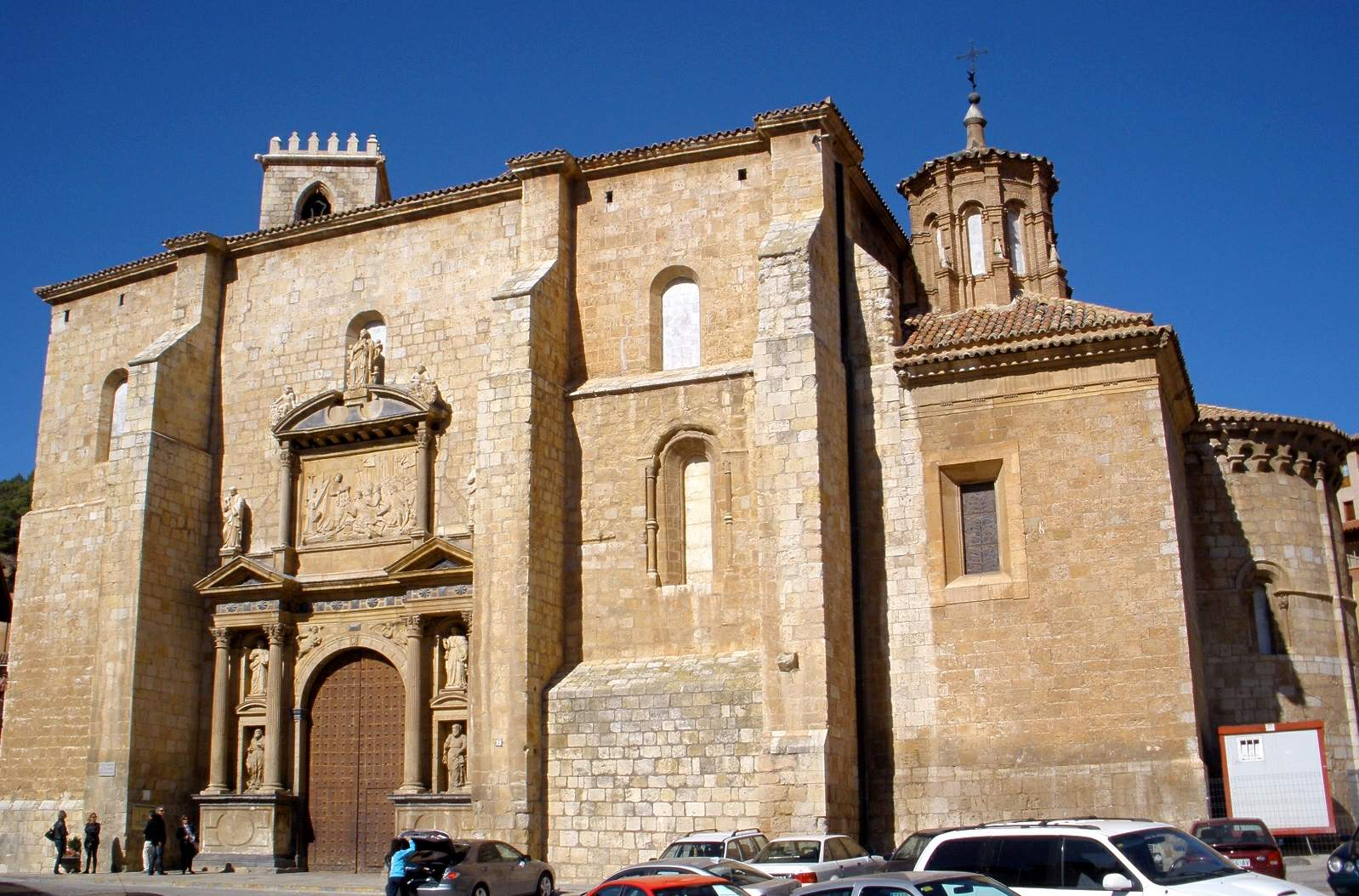
Basílica de Santa María de los Sagrados Corporales

Con consideración de basílica menor desde 1890, Santa María de los Sagrados Corporales (siglos XII-XVI), iniciada en estilo románico, fue modificada y ampliada en siglos sucesivos dada la importancia que adquirió como depositaria de la reliquia de los Sagrados Corporales, que se guarda en la capilla del mismo nombre, donde destaca su retablo "jubé" (siglo XV). Importantes son su órgano (siglos XV-XVI), el conjunto barroco del Altar Mayor (siglo XVII) y el Museo Parroquial. En el exterior, el ábside románico y la antigua Puerta del Perdón (siglos XIV-XV).

### Iglesia de San Juan Bautista

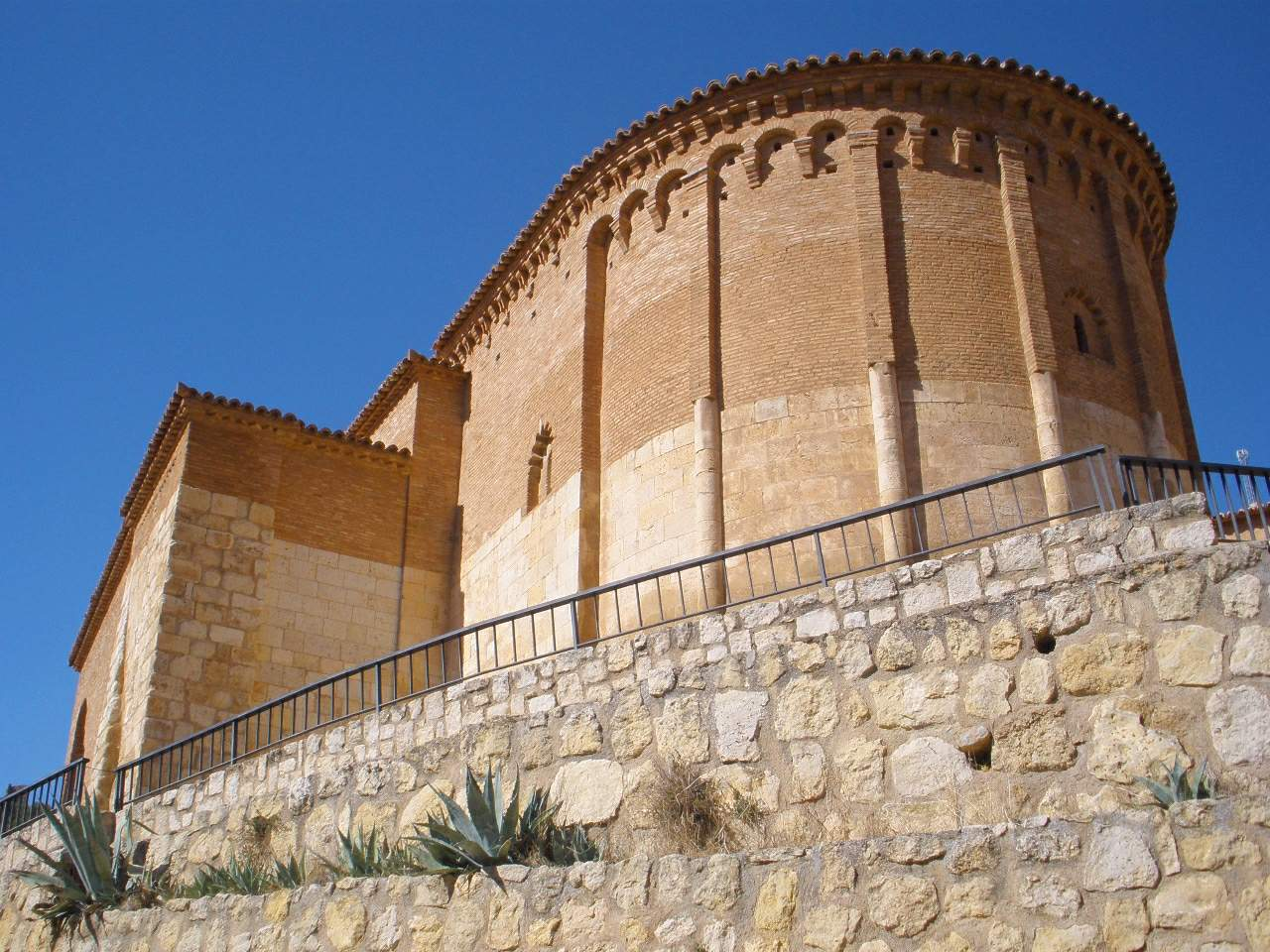
Iglesia de San Juan Bautista

La iglesia de San Juan Bautista (siglos XII-XIII), se construyó sobre los cimientos de una antigua mezquita. Muy restaurado en el interior, mantiene el ábside original, declarado bien de interés cultural por ser el primer ejemplo conservado de la transición del románico al mudéjar aragonés. Elemento destacable es su arco polilobulado;

### Iglesia de San Miguel Arcángel

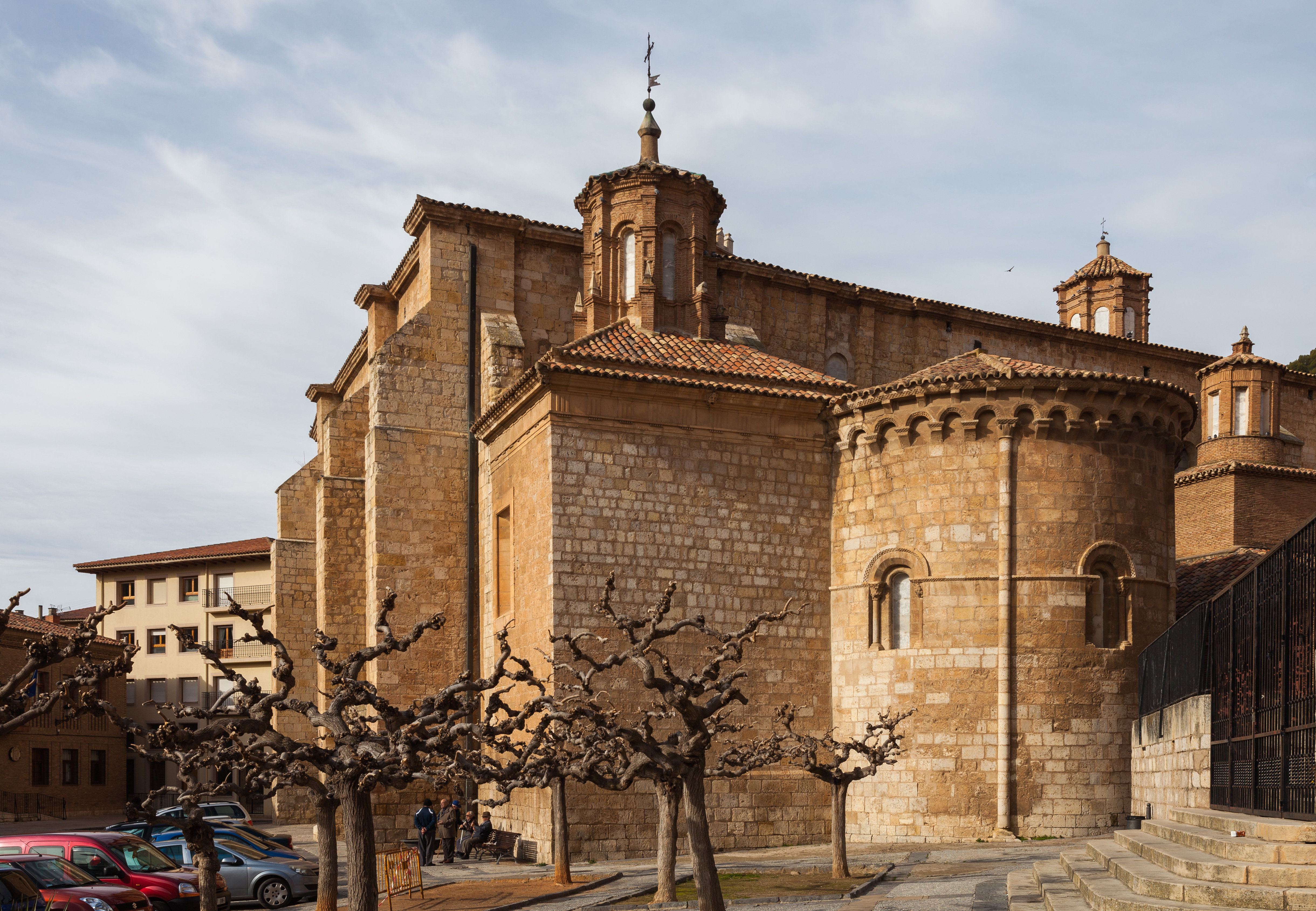
Basílica de Santa María de los Sagrados Corporales

La iglesia de San Miguel Arcángel (siglos XII-XIII), es el más puro ejemplo de arte románico, declarada Bien de Interés Cultural. Destaca en su interior el retablo mural (siglo XIV). Una profunda restauración eliminó la decoración barroca que cubría techos y paredes, respetando el coro (siglo XVI) y la Capilla de los Heredia (siglo XVII);

### Iglesia de Santo Domingo de Silos

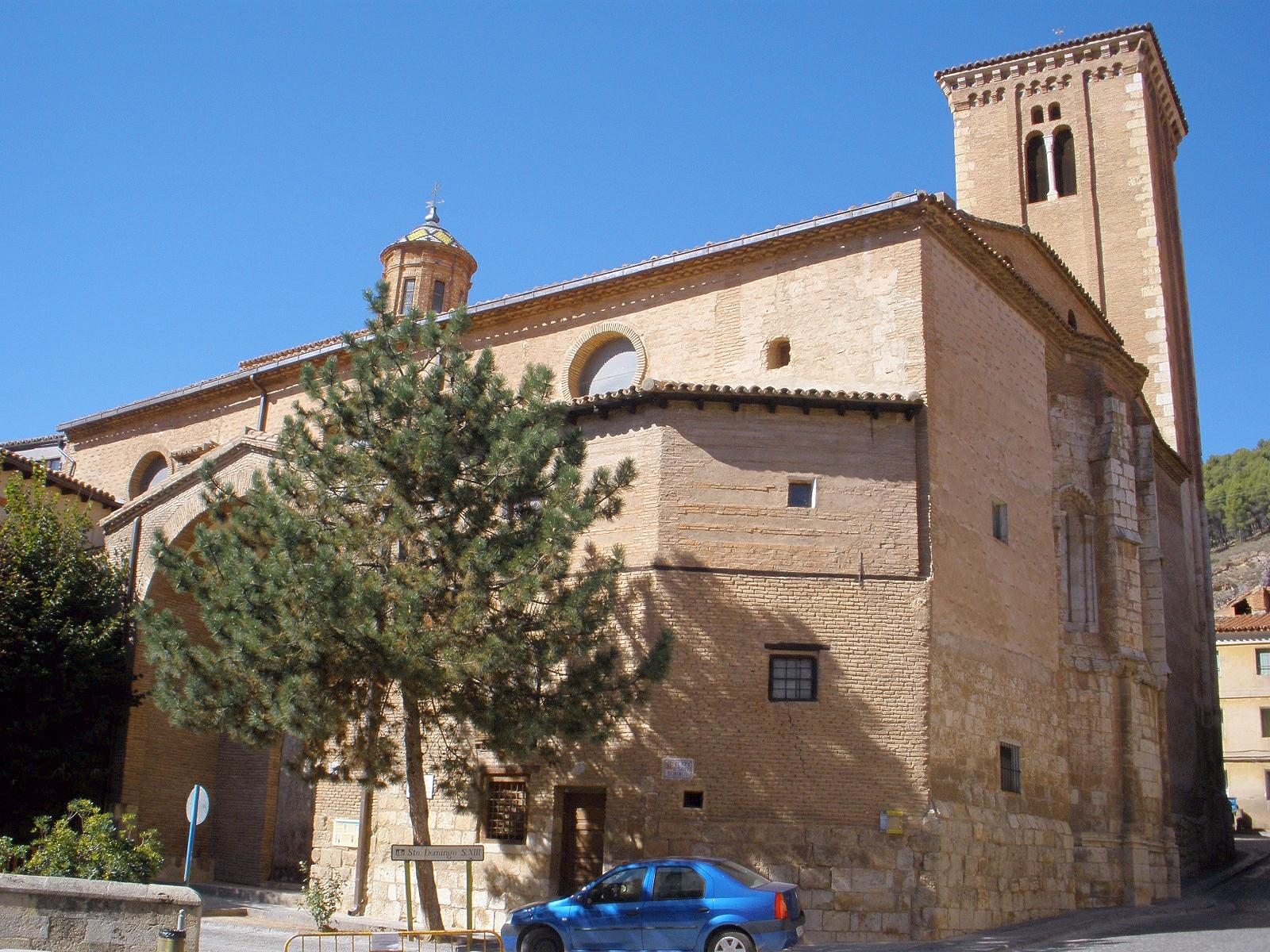
Iglesia de Santo Domingo de Silos

La iglesia de Santo Domingo de Silos (siglos XII-XIII), tras los daños sufridos en un incendio en 1735, del antiguo templo perviven el ábside románico-gótico y la torre, declarada bien de interés cultural por ser el ejemplo más temprano de arte mudéjar en un campanario cristiano, con sus detalles en cerámica vidriada y arcos de la más pura tradición islámica. Reconstruida en el siglo XVIII en estilo barroco, la iglesia cambió su orientación y ubicó el coro en el antiguo altar.

### Fuente de los veinte caños

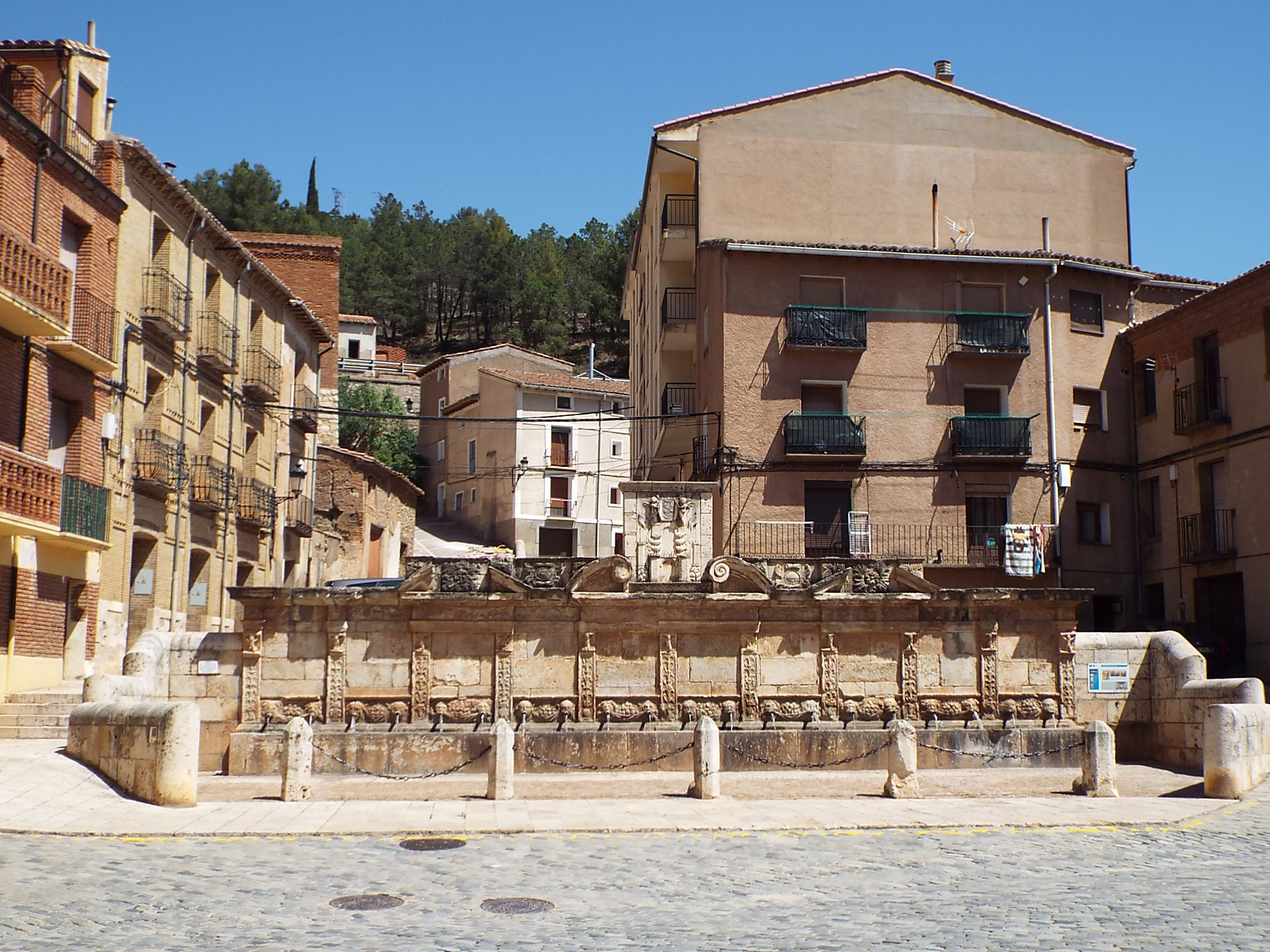
Fuente de los veinte caños

La fuente de los veinte caños (1639), se trata de uno de los pocos ejemplos de fuente monumental conservados en Aragón y uno de los casos modélicos en los que la función de elemento urbano generador y modificador de espacio se aprecian con mayor claridad. Se construyó en el año 1639, años más tarde que las obras realizadas en la Puerta Baja a la que acompaña para configurar una entrada triunfal a la ciudad. Aunque su ubicación actual desmiente un poco este concepto, pues se encontraba enfrente del convento de San Marcos y en línea con el arco de entrada de la Puerta, confiriéndole de esta forma mayor grandiosidad y sirviendo de arranque al futuro Paseo de concepción barroca. En cualquier caso la fuente se concibe como monumento arquitectónico y contiene un repertorio decorativo de claro matiz manierista. Se dispone de forma frontal, para ser vista desde un único punto y se articula mediante pilastras con decoración de grutescos y jarrones, y capiteles con niños atlantes arrodillados; en la parte central, tres de estas pilastras sostienen un friso corrido con decoración de grutescos y van coronadas por un frontón partido con volutas, entre el cual se colocó el escudo de la ciudad que iba coronado por una bola, eliminada en la restauración. A ambos lados se disponen dos nuevos frontones, esta vez partidos y rectos, a modo de templetes. Los caños de la fuente, veinte como indica su nombre, a pares entre las pilastras, salen de la boca de veinte rostros muy desgastados por la erosión. Entre los cuales, la mitad de ellos con larga melena, se colocan como elementos decorativos, fruteros con uvas y peras;

### La mina

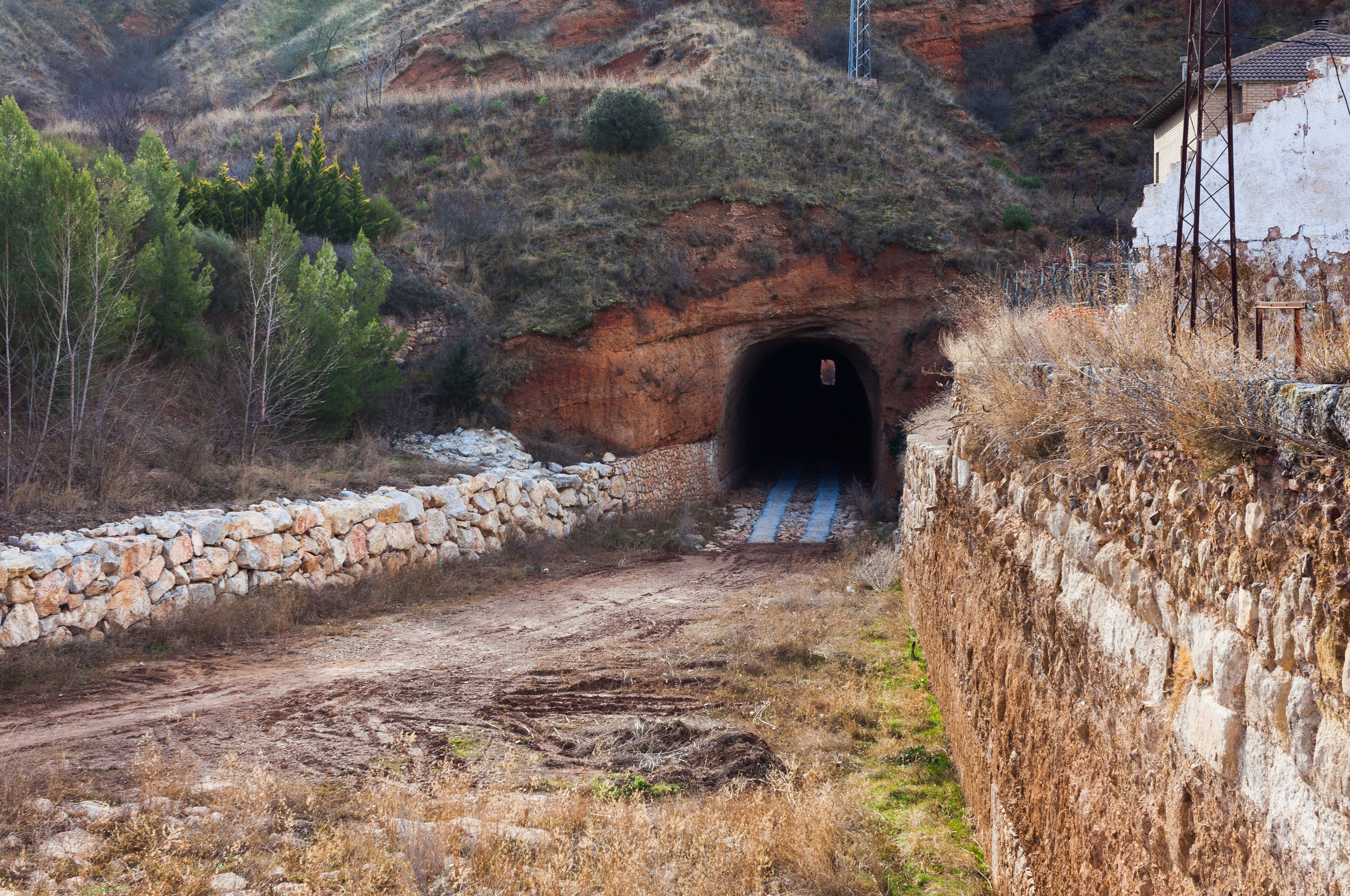
La mina, obra hidráulica.

La mina (1555-1560), es una de las obras públicas más importantes del siglo XVI en toda Europa. Se trata de un largo túnel de 600 m de longitud, 6 m de anchura, y entre 7 y 8 m de altura que atraviesa el cerro de San Jorge, al lado mismo de la ciudad de Daroca. La calle Mayor de Daroca, columna vertebral de la ciudad, coincide con el fondo de un barranco, por lo que las avenidas torrenciales de agua, muy frecuentes, discurrían por el centro de la ciudad, siguiendo el trazado de la calle y ocasionando gravísimos daños. Con asiduidad, el concejo tenía que enviar a varios hombres a recoger las puertas de la Puerta Baja, una de las dos principales de Daroca, porque se las había llevado las riada, arrastrándolas casi hasta el río Jiloca, que fluye a más de un kilómetro de la ciudad. El concejo darocense decidió a mediados del siglo XVI iniciar una gran obra de ingeniería, consistente en la excavación de un gran túnel que diera salida a las aguas procedentes de las tormentas sin necesidad de que estas atravesaran la ciudad por su mismo centro. Para llevar a cabo este proyecto, realmente ambicioso, se encargó la dirección de los trabajos al arquitecto francés Pierres Bedel, muy conocido en Aragón, el acueducto Los Arcos de Teruel es también obra suya. Las primeras obras comenzaron en 1555 por ambos lados del túnel. Tras cinco años de trabajos, el 7 de septiembre de 1560 se encontraban las dos brigadas de cavadores. Para proteger la muralla de la ciudad y dirigir las aguas hacia la boca de la Mina, se construyó un poderoso muro, llamado la barbacana, de trescientos metros de longitud, parte del cual se conserva todavía; sirve de apoyo a la parte posterior de la plaza de Toros. Motivo de admiración, la Mina se convirtió en verdadero orgullo de la ciudad y se convirtió en uno de los monumentos más conocidos de Daroca, al mismo nivel que el amplio recinto amurallado o la iglesia Colegial de Santa María. Los reyes de España solían acudir a “pasar la Mina” cuando venían a visitar Daroca, como hizo Felipe II en 1585, acompañado de toda su corte y con varias antorchas para iluminar el camino. La Mina de Daroca adquirió además otros usos; servía y sigue sirviendo, como verdadera ruta para el ganado, que puede ir así de la zona de pastos a la ribera del río Jiloca por un camino mucho más corto, sin necesidad de atravesar la cima del cerro de San Jorge. Durante la Guerra Civil, el suministro de mercancías se hacía a través de la Mina, que era atravesada por los convoyes de camiones a modo de verdadero túnel. La Mina de Daroca ha despertado también algunas leyendas sobre su origen o sobre alguno de sus elementos, llegando a convertirse en un símbolo verdaderamente mítico para los darocenses, hasta tal punto que “pasar la Mina” supone algo más que un simple paseo, un auténtico encuentro con el pasado y con la historia de la ciudad de Daroca;

### El ruejo de Daroca
En 1575, quince años después de la construcción de la Mina, el día 14 de junio, un inmenso aluvión de agua cayó sobre Daroca y sus contornos. Ante la magnitud de la tormenta, la Mina era incapaz de dar salida a tanta agua, por lo que la ciudad comenzó a verse amenazada por la inundación. La Puerta Baja se había cerrado con la fuerza de las aguas formando un auténtico dique. Pero una enorme rueda de molino, un ruejo, que estaba ubicado en la Puerta Alta bajó por toda la calle Mayor con enorme velocidad, derribando la Puerta Baja dejando salir las aguas y salvando a Daroca. El Ruejo reside en el Paseo de la Constitución, frente a la Puerta Baja.

### Hospital de Santo Domingo
El hospital de Santo Domingo (siglo XV), actualmente el edificio ha sido rehabilitado para sede del Museo de Arte e Historia de Daroca. Fue el hospital más importante dentro de la ciudad y estaba destinado a refugio de transeúntes y minusválidos. Es un edificio de modestas dimensiones, construido posiblemente a finales del siglo XV o comienzos del siglo XVI y responde a la tipología de lonja gótica aragonesa o levantina. A pesar de su función como lugar de hospedaje, la parte inferior se disponía mediante arcos de medio punto, recuperados en la restauración, que originalmente estarían abiertos y formarían un acceso en forma de lonja. El segundo piso cuenta con dos ventanas ajimezadas, con doble arco de medio punto peraltado, partidas con un motivo decorativo en forma de llama que recuerda claramente a los arcos trebolados góticos como los del Ayuntamiento de la Iglesuela del Cid, edificio con el que guarda evidente relación. Ambos arcos se apoyan en columnas con el fuste magníficamente trabajado y capiteles con motivos decorativos florales realizados en yeso, al igual que las basas. En el tercer piso, utilizado seguramente como granero o almacén, se abre una galería de arcos de medio punto realizada en ladrillo. El edificio se construyó en tapial, excepto esquinas y arcos que se hicieron de ladrillo como elementos de refuerzo. Hasta hace pocos años, iglesia y hospital se comunicaban mediante un paso elevado con un arco de medio punto al frente y adintelado por su parte superior.

### Casa de los Soportales o Almudí
La casa de los soportales o almudí (1643), unos vecinos solicitan permiso al concejo para construir unos soportales en sus casas, alegando que estos constituían motivo de adorno y embellecimiento para la ciudad; los oficiales conceden el permiso pero la ciudad se reservaba el derecho de uso a perpetuidad de la zona baja de los soportales. Así, esta zona fue utilizada como cámara de grano o almudí y aquí se recogía todo el trigo que entraba en la ciudad y se vendía por el arrendador de este servicio a los particulares. Se trata de un edificio realizado en ladrillo, con un piso de vanos adintelados y un pequeño granero en la parte superior. Lo característico son los soportales que configuran una lonja en la parte inferior, realizados en piedra y con zapatas de madera para facilitar un apoyo más completo, una solución arquitectónica muy extendida en el mundo urbano español desde la Edad Media. Los ya desaparecidos edificios del concejo y de la cárcel al parecer contaban con lonjas, lo cual hace suponer que el edificio del almudí no hacía sino unificar y regularizar el aspecto de la plaza, planteamiento propio de la época barroca.

### Muralla de Daroca

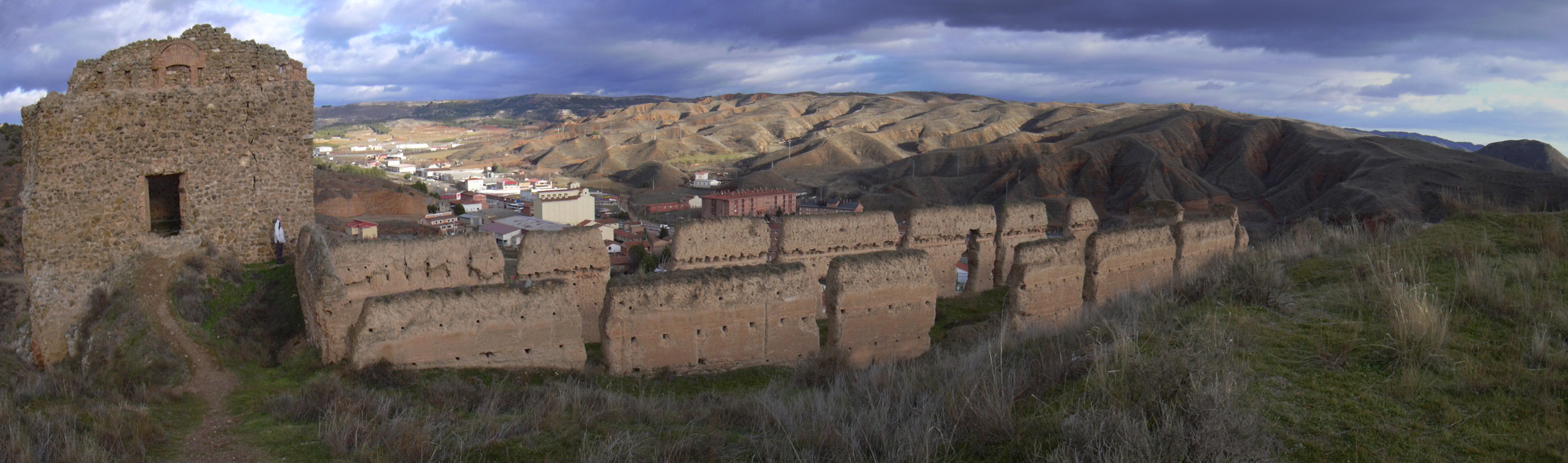
Ruinas del Castillo Mayor de Daroca.

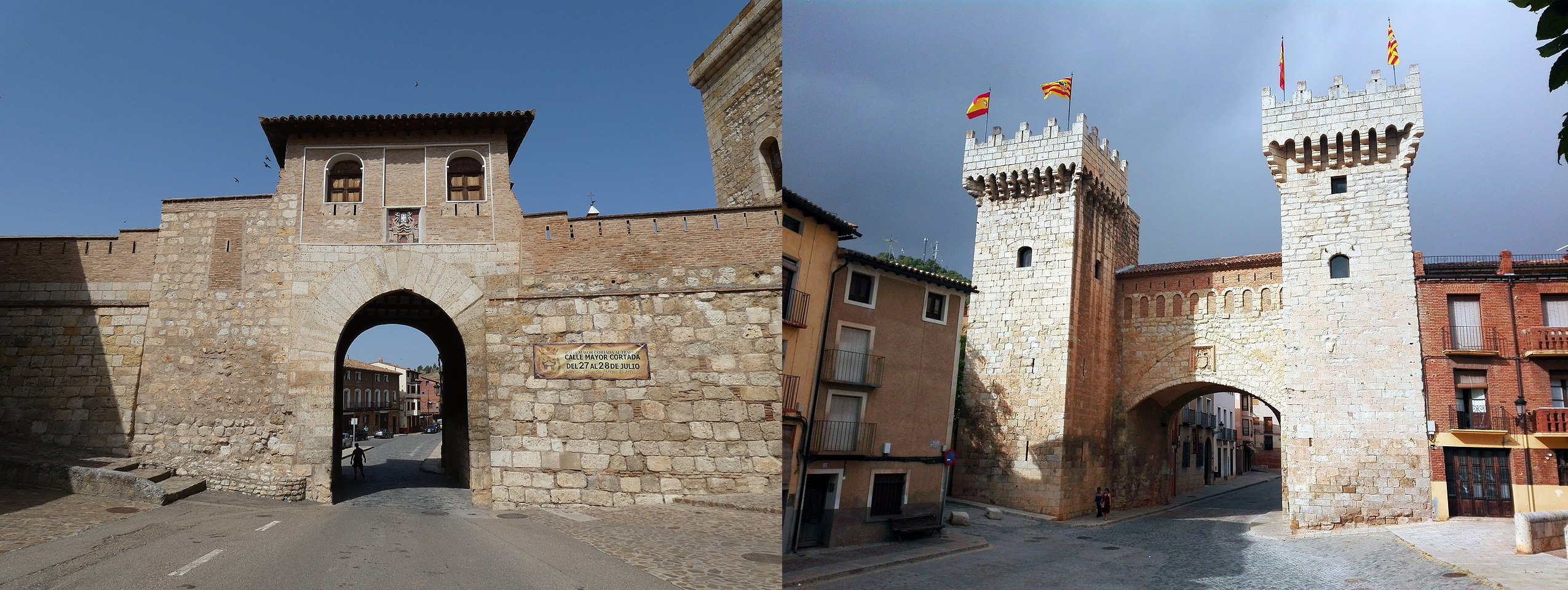
Puerta Alta y Puerta Baja de Daroca.

Las murallas de la ciudad de Daroca, fueron en su día una importantísima obra de ingeniería que discurrían, tanto por la ciudad, como por los montes y campos circundantes. Constaban de una longitud de 4 km, a lo largo de los cuales se disponían 116 torreones, 14 de ellos de gran tamaño, siendo de esa manera unas de las más grandes de España, tras las de Ávila y Lugo.
- Torre de San Cristóbal o Torre del Andador;
- Torre del Caballero de la Espuela;
- Torre de la Carretería;
- Las cuatro puertas de la murallas (Puerta Baja, Puerta Alta, Portal de Valencia y Puerta del Arrabal).
- Castillo de San Jorge o de la Judería;

#### Castillo Mayor
Palacio musulmán iniciado en el siglo IX y acabado en el siglo XI con la construcción del Castillo Mayor. Constituye la principal fortificación del recinto defensivo de la ciudad. La parte central está ocupada por una construcción de planta rectangular, muy alterada, con torreones de planta cuadrangular acusados en planta y aparejo en mampostería. También fue un cuartel perteneciente a la época carlista. El castillo también es conocido como castillo de la Morica Encantada por una leyenda local que cuenta que Abén Gama, el último gobernante árabe de la Darüqa musulmana, se hizo traer del desierto a una muchacha para que fuera su esposa. Pero ella, que no le quería, se enamoró de un apuesto cristiano que había sido capturado. Enterado por un criado, Abén Gama la hizo decapitar en el pozo subterráneo bajo el castillo. Desde entonces, las noches de luna, sale de allí y vaga por el castillo en busca de su amado. Morica encantada,
- Auditorio de Escolapios;
- Casa y ventana del diablo Royo;

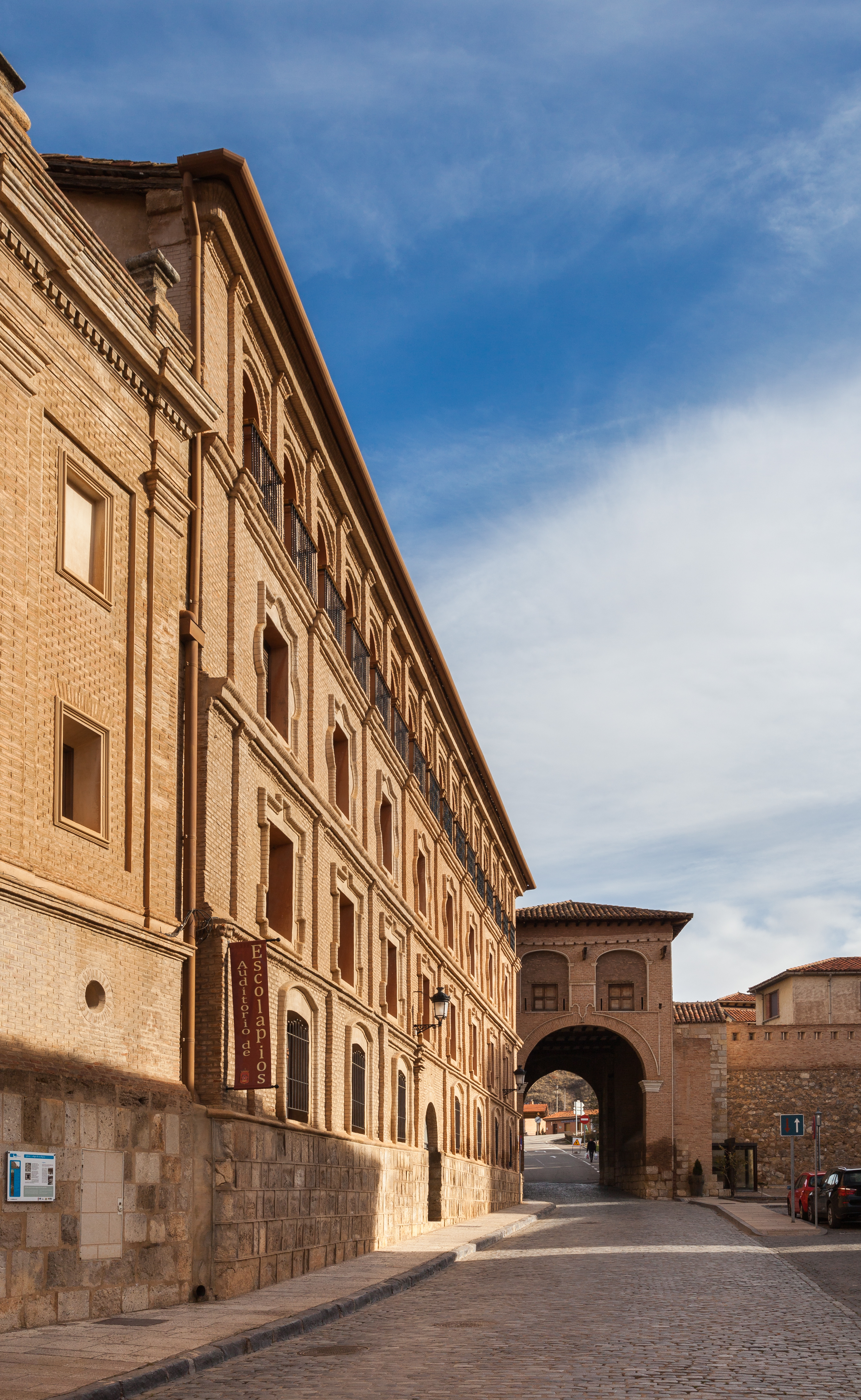
Auditorio de Escolapios

- Casa Palaciega - Casa de la Provincia;
- Casa de la Comunidad de Aldeas de Daroca;
- Casa-Palacio de los Amor Cruz;
- Palacio de los Gil de Bernabé;
- Palacio de los Terrer de Valenzuela;
- Palacio de los Luna;
- Convento de Trinitarios - Santa Ana;
- Colegio e Iglesia de Escolapios;
- Palacio de los Marqueses de Montemuzo;
- Convento de Nuestra Señora del Rosario. RR.MM. Dominicas.

#### Museo de la pastelería Manuel Segura

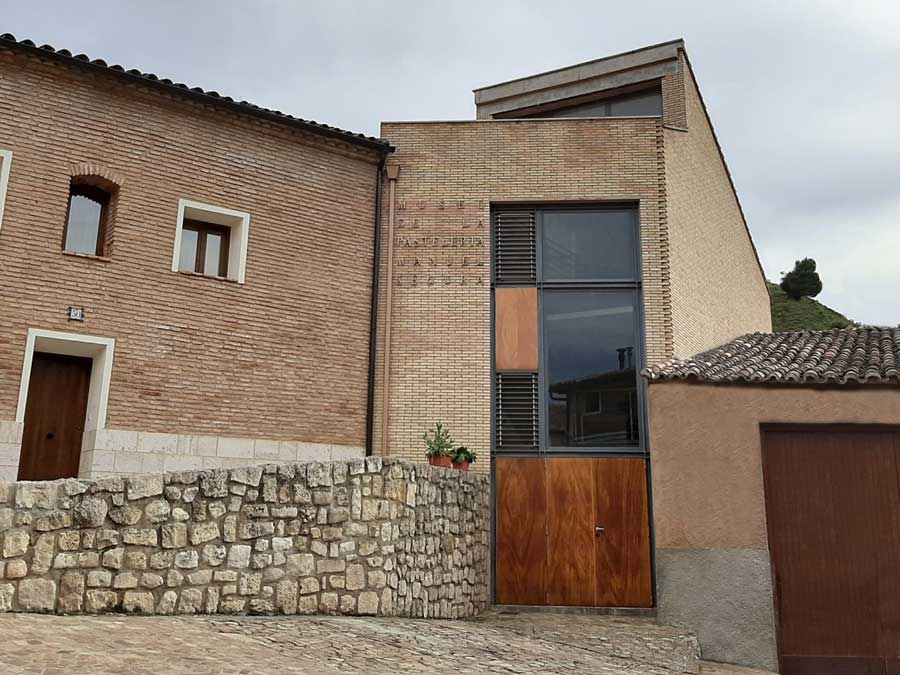
Museo de la pastelería Manuel Segura

El museo acoge todas las máquinas y utensilios que, desde 1874 y a lo largo de cinco generaciones, la familia Segura ha empleado para elaborar sus productos.

## Cultura

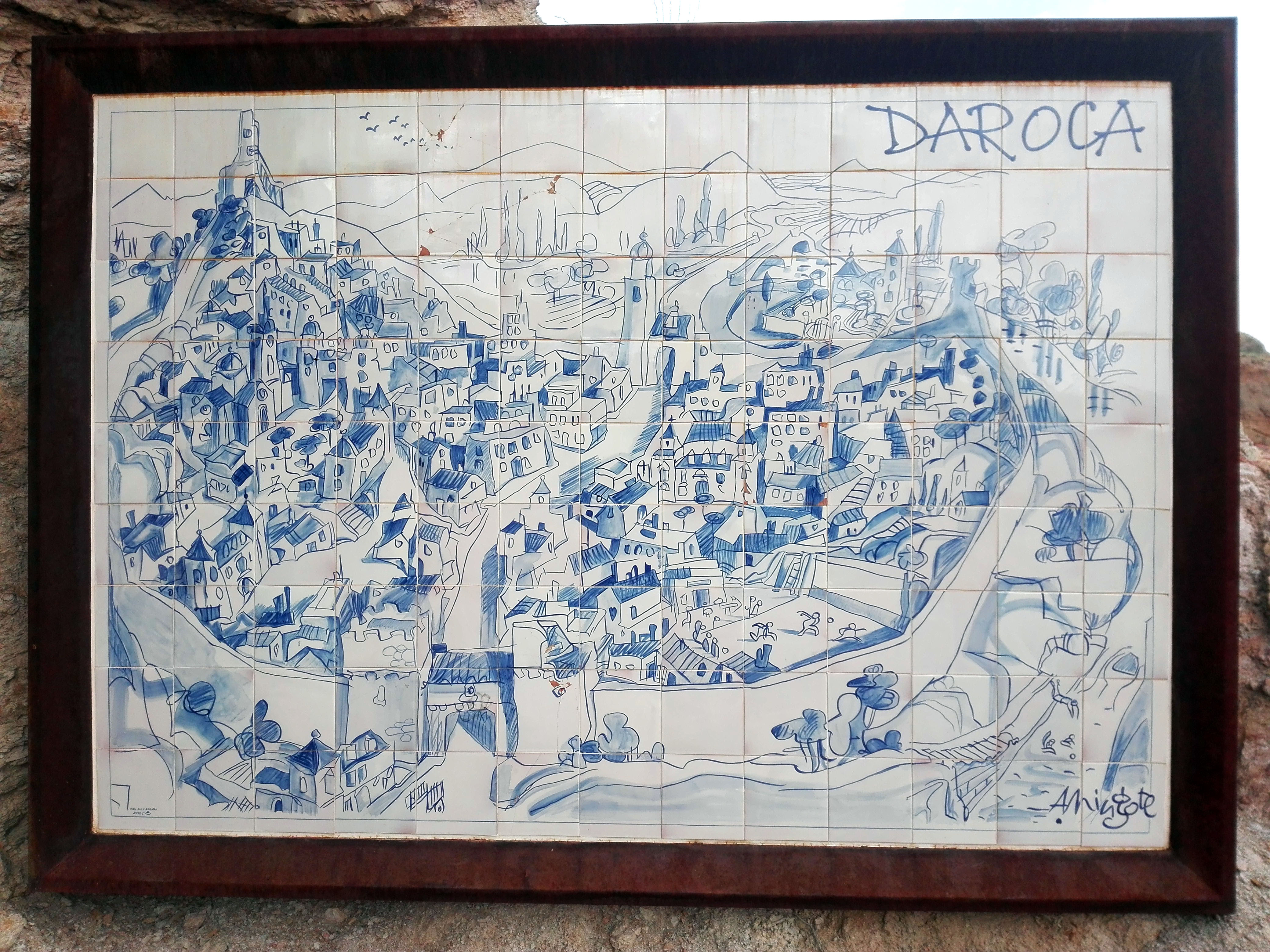
Mural de Daroca dibujado por el dibujante y escritor Antonio Mingote.

Desde que en el siglo XIII se convirtiera en uno de los centros de mercado más importantes de Aragón, Daroca ha mantenido una gran tradición cultural y comercial.
Su principal escaparate hoy en día son los Festivales y Cursos Internacionales de Música Antigua. Desde hace años la ciudad acoge a los principales instrumentistas y estudiosos de la música renacentista y barroca en una actividad que conjuga cultura y turismo y que ha servido de modelo para un gran número de festivales y actividades de puesta en valor del patrimonio turístico en la comunidad.
El Festival de Música Antigua, la Escuela de Música Pablo Bruna, la Banda Municipal, la Coral Ángel Mingote, las Jornadas de Canto Coral en diciembre y los Cursos de Verano de Canto, convierten a Daroca en una capital musical de gran importancia, tanto por el número de alumnos, músicos y cantantes, como por su importancia nacional e internacional.

### Fiestas
Antiguamente cada barrio de Daroca celebraba sus propias fiestas, aunque todos ellos coincidían en la celebración de las fiestas mayores de la ciudad, que siguen siendo las del Corpus Christi. Las Fiestas del Corpus se celebran coincidiendo con esta festividad, entre los últimos días de mayo y las primeras semanas de junio, según los años. El día más importante es el jueves del Corpus y el acto central es la procesión que desde la colegiata de Santa María se dirige hasta la Torreta, en las afueras de la Puerta Alta, donde cada año se celebra un sermón ininterrumpidamente desde al menos 1414.
El 7 de marzo, Festividad de Santo Tomás, es también fiesta local, donde se procesiona al santo y se reciben a algunos visitantes de las localidades de Luchente y Carboneras. La festividad recuerda la fecha en la que, según la tradición, llegó a Daroca el milagro eucarístico de los Sagrados Corporales, en el siglo XIII.
Santo Tomás de Aquino, un gran defensor de la Eucaristía y que en la época del milagro tenía 14 años, fue nombrado protector del Milagro Eucarístico de Daroca después de su muerte.

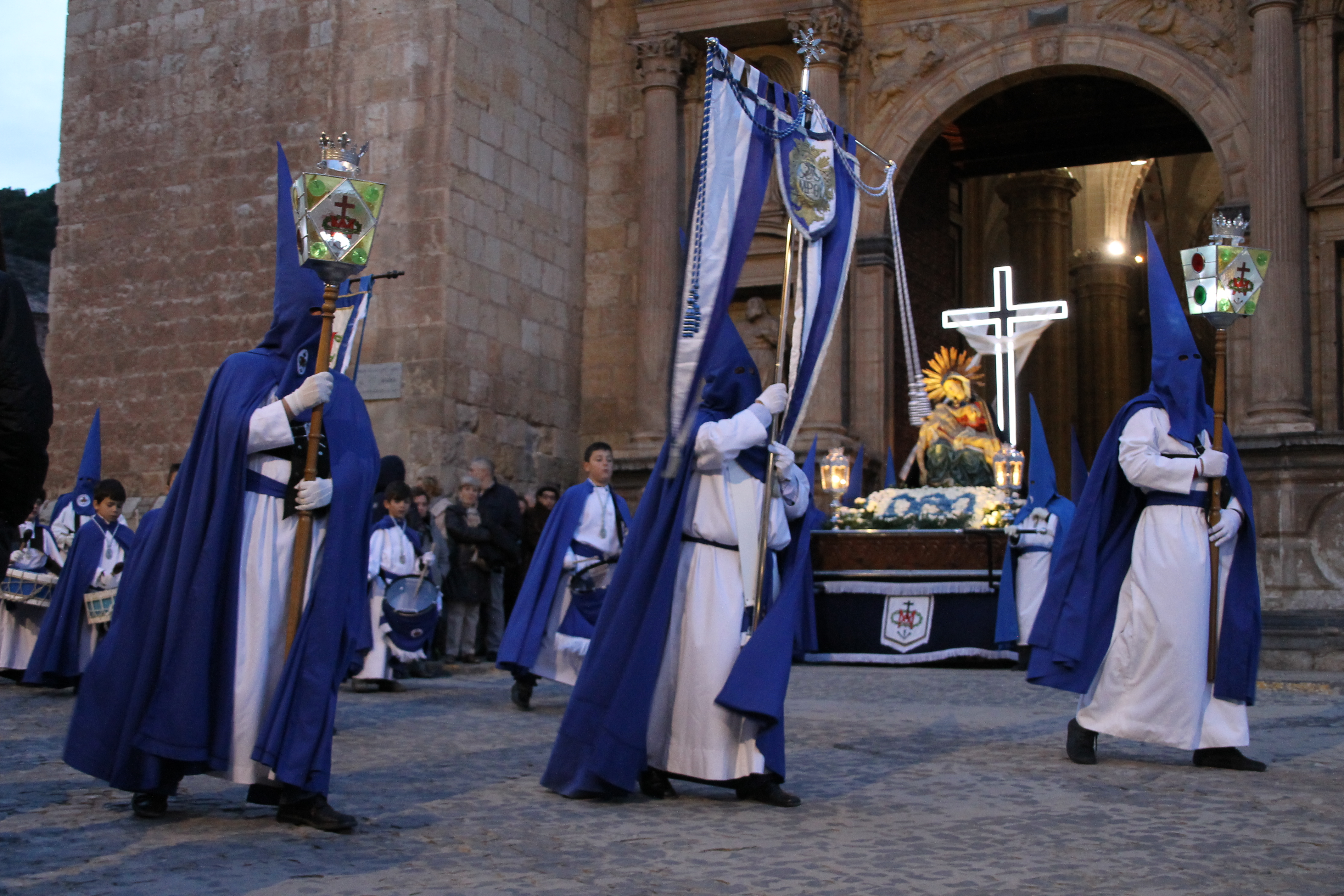
Paso de Semana Santa en Daroca

La Semana Santa resulta especialmente solemne. Conjuga el ruido de bombos y tambores en las procesiones con el brillo del enorme y riquísimo patrimonio artístico religioso de la ciudad. Los domingos de Ramos y de Pascua se celebran de forma especial. En el domingo de Ramos permanece la tradición de bendecir palmas y ramas de olivo. El domingo de Pascua se celebra con una comida campestre en el pinar de Daroca, para la cual se preparan los tradicionales “panetes”.
A finales de julio se celebra la Feria Medieval, fin de semana festivo en el convenientemente ataviados, participan buena parte de los vecinos para recuperar el esplendor de la Daroca antigua. El mercado medieval y la animación en la calle constituye uno de los fines de semana con más afluencia de visitantes a la Ciudad de Daroca.
Como en tantas otras localidades aragonesas, algunos santos son festejados especialmente en la ciudad:
San Vicente, el 22 de enero, San Valero, el 29 de enero y San Blas, el 3 de febrero, así como el día de Santa Águeda, el 5 de febrero, día en el cual las mujeres celebran a su patrona; en estas celebraciones se queman hogueras en las plazas de Daroca y se reparten dulces típicos a los asistentes.
Las gentes del campo también tienen su fiesta el día de San Isidro, el 15 de mayo; y San Cristóbal, el 10 de julio, patrón de los conductores, también tiene su propia fiesta popular durante todo un fin de semana, convirtiéndose esta celebración en la antesala de las actividades de verano.

## Localidades hermanadas
- Luchente (España)
- Carboneras de Guadazaón (España)
- Pouillon (Francia)